# Paraedwardsia arenaria
Paraedwardsia arenaria is een zeeanemonensoort uit de familie Edwardsiidae.
Paraedwardsia arenaria is voor het eerst wetenschappelijk beschreven door Carlgren in Nordgaard in 1905.